# Sayyid Abd al-Akhad Khan
Sayyid Abd al-Akhad Khan o Sayyid Abd al-Ahad Khan, fou emir de Bukharà del 1885 al 1911.
Va succeir el seu pare Muzaffar al-Din Bahadur Khan el 12 de novembre de 1885. Va restar sota protectorat rus que fou regulat en un nou tractat, i durant el seu govern es va fixar la frontera amb l'Afganistan en el riu Pandj. La via fèrria construïda pels russos va arribar la capital de l'estat, i l'estació es va establir a 16 km de Bukharà, a la vila de Kagan.
Va morir el 3 de gener de 1911 i el va succeir el seu fill Muhàmmad Alim Khan.